# 東濊

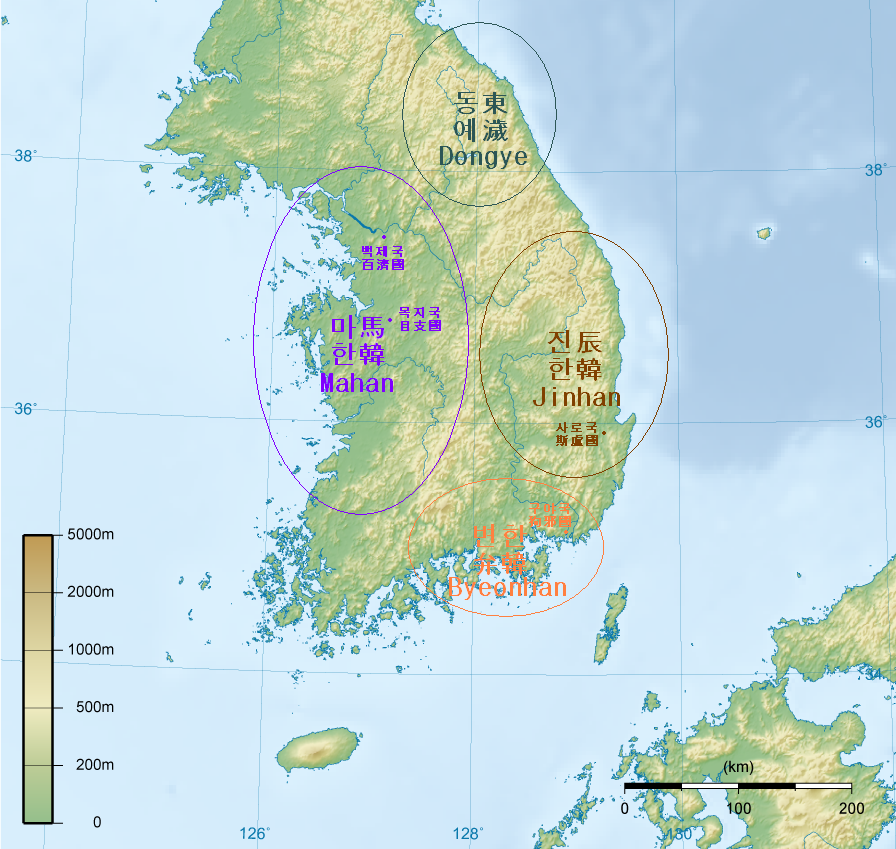
東濊

東濊是存在于前二世紀至五世紀的古代朝鲜半岛东北部的族群。北与高句丽和沃沮，南与辰韓，西与漢朝乐浪郡接壤。其领地相當於今天朝鲜的咸镜南道和江原道 (北)以及韩国的江原道 (南)。

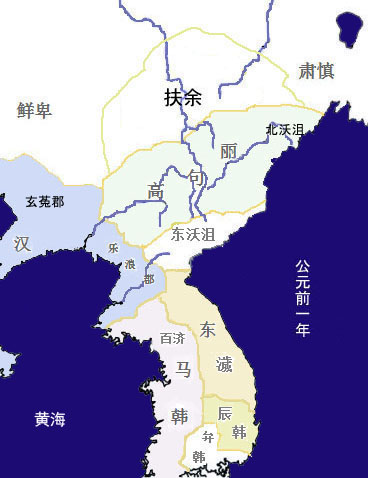
313年的朝鮮半島形勢、前三國時代

東濊在前108年前是古朝鮮藩属。卫满朝鲜被灭后汉朝在此設立臨屯郡，臨屯郡後併入樂浪郡。313年，樂浪郡被灭后，東濊成為高句丽的藩属。在西元400年左右，高句丽好太王吞并東濊北部，高句丽勢力从此深入朝鲜半岛中部。东濊部分南部则被新罗吞并。
東濊语言文化与高句丽、沃沮同属扶余相似。東濊人与高句丽人同在每年的第十个月举行载歌载舞、武术表演的祭天（舞天）仪式。東濊人视老虎为神物。
《三國志》稱東濊有約2万户，以农业耕作为生。東濊法律严惩占用公用土地者。朝鮮時代有人把東濊說成東扶餘。出果下馬、貊弓、海豹皮朝貢。他們是最後一個獨立濊人王國（其他的已被扶餘國與高句麗消滅）。